# Amerikaanse auto in 1953
Dit artikel geeft een overzicht van alle Amerikaanse en Australische personenwagens uit 1953. De auto's staan alfabetisch gerangschikt per merk.

## Noord-Amerika
| Arnolt |                  | concern:                | onafhankelijk |
| Arnolt | divisie:         |                         |               |
| Arnolt | merk:            | Arnolt Verenigde Staten |               |
| Arnolt | model:           | Arnolt-Bristol          |               |
| Arnolt | einde productie: | 1960                    |               |
| Arnolt | productieaantal: | 142                     |               |

| Chevrolet |                  | concern:                   | General Motors Verenigde Staten |
| Chevrolet | divisie:         |                            |                                 |
| Chevrolet | merk:            | Chevrolet Verenigde Staten |                                 |
| Chevrolet | model:           | Corvette C1                |                                 |
| Chevrolet | einde productie: | 1955                       |                                 |
| Chevrolet | productieaantal: | 4640                       |                                 |

| Chrysler |                  | concern:                  | onafhankelijk |
| Chrysler | divisie:         |                           |               |
| Chrysler | merk:            | Chrysler Verenigde Staten |               |
| Chrysler | model:           | New Yorker                |               |
| Chrysler | einde productie: | 1953                      |               |
| Chrysler | productieaantal: | ?                         |               |

| Cunningham |                  | concern:                    | onafhankelijk |
| Cunningham | divisie:         |                             |               |
| Cunningham | merk:            | Cunningham Verenigde Staten |               |
| Cunningham | model:           | C5                          |               |
| Cunningham | einde productie: | 1953                        |               |
| Cunningham | productieaantal: | ?                           |               |

| Cunningham |                  | concern:                    | onafhankelijk |
| Cunningham | divisie:         |                             |               |
| Cunningham | merk:            | Cunningham Verenigde Staten |               |
| Cunningham | model:           | C3                          |               |
| Cunningham | einde productie: | 1953                        |               |
| Cunningham | productieaantal: | ?                           |               |

| Ford |                  | concern:              | onafhankelijk |
| Ford | divisie:         |                       |               |
| Ford | merk:            | Ford Verenigde Staten |               |
| Ford | model:           | F-Series              |               |
| Ford | einde productie: | 1956                  |               |
| Ford | productieaantal: | ?                     |               |

| Kaiser |                  | concern:                | onafhankelijk |
| Kaiser | divisie:         |                         |               |
| Kaiser | merk:            | Kaiser Verenigde Staten |               |
| Kaiser | model:           | Dragon                  |               |
| Kaiser | einde productie: | 1955                    |               |
| Kaiser | productieaantal: | ?                       |               |

| Packard |                  | concern:                 | onafhankelijk |
| Packard | divisie:         |                          |               |
| Packard | merk:            | Packard Verenigde Staten |               |
| Packard | model:           | Caribbean                |               |
| Packard | einde productie: | 1954                     |               |
| Packard | productieaantal: | ?                        |               |

## Australië
| Holden |                  | concern: | General Motors Verenigde Staten |
| Holden | divisie:         | |                                 |
| Holden | merk:            | Holden Australië |                                 |
| Holden | model:           | Business Sedan / Special Sedan / Panel Van (1e generatie; 48-215 / FJ-serie; de 48-215 werd later tot de FX-serie gerekend; gebaseerd op de Standard Sedan uit 1948) |                                 |
| Holden | einde productie: | 1956 |                                 |
| Holden | productieaantal: | ? |                                 |